# 松平乗高
松平 乗高（まつだいら のりたか、生年不詳-文禄元年1月25日（1592年3月8日））は、戦国時代の武将。滝脇松平家の3代目当主。

## 経歴
弘治2年（1556年）、兄・正乗が大給松平家の松平親乗に敗れた。乗高は仇を取るため大給を責めて尾張国へ敗走させた。父の後継として徳川家康に仕え、永禄6年（1563年）三河一向一揆において水野忠重と共に蜂屋貞次と戦い武功を立てた。天正18年（1590年）の小田原征伐では仰せを承り小夜の中山において饗応をし、茶碗二つを賜った。文禄元年1月25日死去。法名乗高。
墓所は長松院（愛知県豊田市滝脇町） 。